# Спортивная гимнастика на летних Олимпийских играх 1924
Соревнования по спортивной гимнастике на летних Олимпийских играх 1924 года проводились только среди мужчин.

## Общий медальный зачёт
| Место | Страна       | Золото | Серебро | Бронза | Всего |
| ----- | ------------ | ------ | ------- | ------ | ----- |
| 1     | Швейцария    | 2      | 2       | 3      | 7     |
| 2     | Италия       | 2      | 0       | 1      | 3     |
| 3     | Югославия    | 2      | 0       | 0      | 2     |
| 4     | Чехословакия | 1      | 4       | 4      | 9     |
| 5     | Франция      | 1      | 4       | 1      | 6     |
| 6     | США          | 1      | 0       | 0      | 1     |
| Всего | Всего        | 9      | 10      | 9      | 28    |

## Медалисты
| Дисциплина            | Золото | Серебро | Бронза |
| --------------------- | --- | --- | --- |
| Абсолютное первенство | Леон Штукель Югославия | Роберт Пражак Чехословакия | Бедржих Шупчик Чехословакия |
| Командное первенство  | Италия · Франческо Мартино · Луиджи Камбьязо · Марио Лертора · Витторио Луккетти · Луиджи Майокко · Фердинандо Мандрини · Джузеппе Парис · Джорджо Цампори | Франция · Эжен Кордонье · Леон Дельсарт · Франсуа Ганглофф · Жан Гуно · Артур Эрманн · Альфонс Ижлен · Жозеф Юбер · Альбер Сеген | Швейцария · Ханс Гридер · Аугуст Гюттингер · Жан Гутвенигер · Жорж Миз · Отто Пфистер · Антуан Ребете · Карл Видмер · Йозеф Вильгельм |
| Перекладина           | Леон Штукель Югославия | Жан Гутвенигер Швейцария | Альфонс Ижлен Франция |
| Брусья                | Аугуст Гюттингер Швейцария | Роберт Пражак Чехословакия | Джорджо Цампори Италия |
| Конь                  | Йозеф Вильгельм Швейцария | Жан Гутвенигер Швейцария | Антуан Ребете Швейцария |
| Кольца                | Франческо Мартино Италия | Роберт Пражак Чехословакия | Ладислав Ваха Чехословакия |
| Лазание по канату     | Бедржих Шупчик Чехословакия | Альбер Сеген Франция | Ладислав Ваха Чехословакия |
| Лазание по канату     | Бедржих Шупчик Чехословакия | Альбер Сеген Франция | Аугуст Гюттингер Швейцария |
| Стоящий поперёк конь  | Альбер Сеген Франция | Жан Гуно Франция | не присуждалась |
| Стоящий поперёк конь  | Альбер Сеген Франция | Франсуа Ганглофф Франция | не присуждалась |
| Опорный прыжок        | Франк Криз США | Ян Коутный Чехословакия | Богумил Моржковский Чехословакия |